# Ptychadena erlangeri
Ptychadena erlangeri és una espècie de granota que viu a Etiòpia.
Està amenaçada d'extinció per la pèrdua del seu hàbitat natural.